# Arthur Hirth
Arthur Hirth (* 28. Januar 1875 in München; † 1936 in Frankfurt am Main) war ein deutscher Maler, Zeichner und Verleger.

## Leben
Arthur Hirth war ein Sohn des Münchner Verlegers Georg Hirth und seiner Ehefrau, der Verlegerstochter Elise, geborene Knorr. Mit seinen Geschwistern Siegfried, Elsa und Walther sowie – nach der Wiederverheiratung des Vaters mit Walburga (Wally) Angerbauer aus Traunstein (1868–1942) – mit seinen Halbgeschwistern Otto Albert, Luise, Gertraud und Wolfgang wuchs er in München auf. Betreffend seiner Schulbildung ist lediglich bekannt, dass er zum Schuljahr 1887/88 aus Privatunterricht ins Münchner Maximiliansgymnasium eintrat, das er jedoch zum Schuljahresende wieder verließ Sigmund von Suchodolski war hier unter anderem sein Mitschüler. Mit dem 26. Februar 1894 ist sein Eintritt in die Malschule von Paul Höcker (1854–1910; tätig 1891–1898) an der Münchner Kunstakademie dokumentiert; weiteres ist nicht bekannt.
1905 erwarb Arthur Hirth das Heimatrecht in München. Die Münchner Adressbücher listen ihn 1907 unter der Adresse der Mutter in der Luisenstraße als Kunstmaler und Zeichner, in den 1920er Jahren mit eigenem Wohnsitz in der Briennerstraße als Modezeichner und dort seit 1928 als Verleger. Der väterliche Verlag, für den er zeitweise tätig war, war allerdings 1920 verkauft, jedoch unter dem Namen Knorr & Hirth GmbH weitergeführt worden. Ab wann und warum Arthur Hirth sich in Frankfurt am Main aufhielt, wo er 1936 verstarb, ist nicht bekannt.
Aus Arthur Hirths künstlerischer Tätigkeit sind bisher lediglich einige Textillustrationen und zwei Titelblätter des ersten Jahrgangs 1896 der vom Verlag Knorr & Hirth herausgegebenen Zeitschrift Jugend bekannt geworden. Letztere zeigen eine „Flamenco-Tänzerin“ und eine „Dame im Ausgehkleid“ im für die Zeitschrift charakteristischen und für einige Jahre prägenden Jugendstil.

## Werke (Auswahl)
- Frauendarstellungen, Zeichnung: „Jugend“, 1. Jahrgang 1895/96, Nr. 1 und 2.
- Zeichnung zum Text Monrie-Sphinx: „Jugend“, 1. Jahrgang, 1895/1896, Nr. 9, S. 145.
- Flamenco-Tänzerin, Titelblatt: „Jugend“, 1. Jahrgang, 1895/96, Nr. 39, 26. September 1896.
- Dame im Ausgehkleid, Titelblatt: „Jugend“, 1. Jahrgang, 1895/96, Nr. 51, 19. Dezember 1896.
- Frauenkopf, Textzeichnung: „Jugend“, 2. Jahrgang, 1896/97, Nr. 41, S. 694.
- (Unbekannter Titel): „Jugend“, 4. Jahrgang., 1898/99, Nr. 25, 17. Juni 1899.
- Schornsteinfeger mit weiteren Glückssymbolen und Widmung, bezeichnet: „Arthur Hirth / 10.6.29“, in: Gästebuch der Familie Hoesch aus Buchreuth am Chiemsee.[4]